# Sorbus acutiloba
Sorbus acutiloba är en rosväxtart som först beskrevs av Johann Friedrich Thilo Irmisch, och fick sitt nu gällande namn av Carl Edward Adolph Petzold och G. Kirchn.. Sorbus acutiloba ingår i släktet oxlar, och familjen rosväxter. Inga underarter finns listade i Catalogue of Life.